# Detroit Film Critics Society Awards 2015
8. ročník udílení cen Detroit Film Critics Society Awards předal ceny v těchto kategoriích:

## Vítězové a nominovaní

### Nejlepší film
Spotlight 
- Brooklyn
- V hlavě
- Šílený Max: Zběsilá cesta
- Revenant Zmrtvýchvstání
- Sicario: Nájemný vrah
- Mládí

### Nejlepší režisér
George Miller – Šílený Max: Zběsilá cesta
- John Crowley – Brooklyn
- Alejandro G. Iñárritu – Revenant Zmrtvýchvstání
- Tom McCarthy – Spotlight
- Paolo Sorrentino – Mládí

### Nejlepší herec v hlavní roli
Michael Caine – Mládí jako Fred Ballinger
- Christopher Abbott – James White jako James White
- Leonardo DiCaprio – Revenant Zmrtvýchvstání jako Hugh Glass
- Michael Fassbender – Steve Jobs jako Steve Jobs
- Tom Hardy – Legendy zločinu jako Ronnie a Reggie Kray

### Nejlepší herečka v hlavní roli
Saoirse Ronanová – Brooklyn jako Eilis Lacey
- Cate Blanchettová – Carol jako Carol Aird
- Brie Larson – Room jako Joy 'Ma' Newsome
- Jennifer Lawrenceová – Joy jako Joy Mangano
- Bel Powley – Deník puberťačky jako Minnie Goetze

### Nejlepší herec ve vedlejší roli
Liev Schreiber – Spotlight jako Martin Baron
- Paul Dano – Love & Mercy jako Brian Wilson
- Benicio del Toro – Sicario: Nájemný vrah jako Alejandro Gillick
- Oscar Isaac – Ex Machina jako Nathan Bateman
- Jacob Tremblay – Room jako Jack Newsome

### Nejlepší herečka ve vedlejší roli
Alicia Vikander – Dánská dívka jako Gerda Wegener
- Jennifer Jason Leigh – Osm hrozných jako Daisy Domergue
- Cynthia Nixonová – James White jako Gail White
- Kristen Stewartová – Sils Maria jako Valentine
- Alicia Vikander – Ex Machina jako Ava

### Nejlepší obsazení
Spotlight 
- Sázka na nejistotu
- Osm hrozných
- V hlavě
- Joy

### Objev roku
Alicia Vikander – Dánská dívka a Ex Machina
- Sean S. Baker – Transdarinka (režisér, scenárista)
- Emory Cohen – Brooklyn (herec)
- Bel Powley – Deník puberťačky (herečka)
- Jacob Tremblay – Room (herec)

### Nejlepší scénář
Tom McCarthy a Josh Singer – Spotlight
- Pete Docter, Meg LeFauve a Josh Cooley – V hlavě
- Nick Hornby – Brooklyn
- Adam McKay a Charles Randolph – Sázka na nejistotu
- Quentin Tarantino – Osm hrozných

### Nejlepší dokument
Amy 
- Best of Enemies
- Going Clear: Scientology and the Prison of Belief
- Listen to Me Marlon
- Podoba ticha